# Покрет за преокрет
Покрет за преокрет (скраћено ПЗП) је политичка организација левог центра у Србији. Њен председник је Јанко Веселиновић, професор Универзитета у Новом Саду.

## Историја
Основан је 2015. од стране српског академика Јанка Веселиновића, који је одлучио да се одвоји од Социјалдемократске странке, тврдећи да њено руководство нема јасну визију како да се супротстави Српској напредној странци и Социјалистичкој партији Србије.
На парламентарним изборима 2016. учествовала у коалицији заједно са Левицом Србије и Социјалдемократском унијом. Међутим, коалиција је завршила на деветом месту са 0,94% гласова и није успела да пређе цензус.
Године 2018. био је један од оснивача велике опозиционе коалиције под називом Савез за Србију. Коалиција је бојкотовала парламентарне изборе 2020.

## Председник
| #  | Председник        | Председник | Рођење—смрт | Почетак мандата | Завршетак мандата |
| -- | ----------------- | ---------- | ----------- | --------------- | ----------------- |
| 1. | Јанко Веселиновић |            | 1965—       | 2015.           | данас             |

## Резултати на изборима

### Парламентарни избори
| Година | Вођа              | Гласови       | % од важећих  | #             | Мандати     | Промена     | Коалиција  | Статус           |
| ------ | ----------------- | ------------- | ------------- | ------------- | ----------- | ----------- | ---------- | ---------------- |
| 2016.  | Јанко Веселиновић | 35.710        | 0,97%         | 9.            | 0 / 250     | 1           | ПЗП—ЛС—СДУ | ванпарламентарна |
| 2020.  | Јанко Веселиновић | бојкот избора | бојкот избора | бојкот избора | 0 / 250     | 0           | СЗС        | ванпарламентарна |
| 2022.  | Јанко Веселиновић | 520.469       | 14,09%        | 2.            | 1 / 250     | 1           | УЗПС       | опозиција        |
| 2023.  | Јанко Веселиновић | предстојећи   | предстојећи   | предстојећи   | предстојећи | предстојећи | СПН        | —                |

| Година | Вођа              | Гласови | % од важећих | Мандати | Промена | Коалиција | Статус           |
| ------ | ----------------- | ------- | ------------ | ------- | ------- | --------- | ---------------- |
| 2020   | Јанко Веселиновић | 133.261 | 32,55%       | 2.      | 0 / 81  | ЗБЦГ      | ванпарламентарна |

### Председнички избори
| Година | Кандидат      | 1. круг — гласови | 1. круг — гласови | % од важећих | 2. круг — гласови | 2. круг — гласови | % од важећих | Напомена         |
| ------ | ------------- | ----------------- | ----------------- | ------------ | ----------------- | ----------------- | ------------ | ---------------- |
| 2017.  | Вук Јеремић   | 4.                | 206.676           | 5,75%        | —                 | —                 | —            | Подршка Јеремићу |
| 2022.  | Здравко Понош | 2.                | 698.538           | 18,84%       | —                 | —                 | —            | Подршка Поношу   |